# Дикі історії
«Дикі історії» (ісп. Relatos salvajes) — аргентино-іспанський кінофільм 2014 року, чорна комедія, драма, трилер, поставлена режисером Даміаном Шифроном. В головних ролях — Рікардо Дарін, Оскар Мартінес, Леонардо Сбаралья, Еріка Рівас, Рита Кортесе, Хульєта Сильверберг та інші. Сюжет фільму складається з шести коротких незалежних новел, об'єднаних спільною гостросоціальною конфліктною тематикою сьогодення та суспільною радикальною поведінкою головних героїв, яка проявлялася в процесі розв'язання виниклих проблем. Прем'єра фільму відбулася 17 травня на 67-го Каннському кінофестивалі. Широкий прокат розпочався 21 серпня. Наступного року стрічку високо оцінила американська Академія кінематографічних мистецтв і наук та номінувала її на 87-й церемонії вручення премії «Оскар» за заслуги в області кінематографа за 2014 рік як найкращий фільм іноземною мовою від Аргентини.
На 1 березня 2024 року фільм займав 199-ту позицію у списку 250 кращих фільмів за версією IMDb.

## У ролях

### Новела «Пастернак»
- Даріо Грандінетті — Сальгадо
- Марія Марулл — Ісабель
- Моніка Вілья[en] — Легісамон

### Новела «Щурі»
- Хульєта Сильверберг[en] — офіціантка
- Рита Кортесе[es] — кухар
- Сесар Бордон[es] — лихвар
- Хуан Сантьяго Лінарі — Алексіс

### Новела «Найсильніший»
- Леонардо Сбаралья[en] — Дієго Ітурральде
- Вальтер Донадо — Маріо

### Новела «Бомба»
- Рікардо Дарін[en] — Симон Фішер
- Нансі Дуплаа[en] — Вікторія
- Луїс Маццео[es] — колега

### Новела «Пропозиція»
- Оскар Мартінес[en] — Маурісіо
- Марія Онетто — Елена
- Осмар Нуньєс[en] — адвокат
- Херман де Сильва — садівник Хосе
- Дієго Веласкес[es] — прокурор
- Алан Дайч — Сантьяго

### Новела «Доки смерть не розлучить нас»
- Еріка Рівас — Роміна
- Дієго Хентіле[es] — Аріель

## Нагороди
| Нагорода                                      | Дата церемонії                   | Категорія                                                | Призери та номінанти          | Результат |
| --------------------------------------------- | -------------------------------- | -------------------------------------------------------- | ----------------------------- | --------- |
| Каннський кінофестиваль                       | 25 травня 2014                   | Золота пальмова гілка                                    | Дикі історії                  | Номінація |
| Сараєвський кінофестиваль                     | 22 серпня 2014                   | Приз глядацьких симпатій                                 | Дикі історії                  | Перемога  |
| Міжнародний кінофестиваль у Сан-Себастьяні    | 27 вересня 2014                  | Приз глядацьких симпатій за найкращий європейський фільм | Дикі історії                  | Перемога  |
| Біарріцький кінофестиваль                     | 4 жовтня 2014                    | Приз глядацьких симпатій                                 | Дикі історії                  | Перемога  |
| Біарріцький кінофестиваль                     | 4 жовтня 2014                    | Найкраща актриса                                         | Еріка Рівас                   | Перемога  |
| Sur Awards                                    | 2 грудня 2014                    | Найкращий фільм                                          | Дикі історії                  | Перемога  |
| Sur Awards                                    | 2 грудня 2014                    | Найкращий режисер                                        | Даміан Шифрон                 | Перемога  |
| Sur Awards                                    | 2 грудня 2014                    | Найкраща чоловіча роль                                   | Рікардо Дарін                 | Номінація |
| Sur Awards                                    | 2 грудня 2014                    | Найкраща чоловіча роль                                   | Оскар Мартінес                | Перемога  |
| Sur Awards                                    | 2 грудня 2014                    | Найкраща чоловіча роль                                   | Леонардо Сбаралья             | Номінація |
| Sur Awards                                    | 2 грудня 2014                    | Найкраща жіноча роль                                     | Еріка Рівас                   | Перемога  |
| Sur Awards                                    | 2 грудня 2014                    | Найкраща жіноча роль                                     | Рита Кортесе                  | Номінація |
| Sur Awards                                    | 2 грудня 2014                    | Найкраща чоловіча роль другого плану                     | Херман де Сільва              | Перемога  |
| Sur Awards                                    | 2 грудня 2014                    | Найкраща чоловіча роль другого плану                     | Дієго Хентіле                 | Номінація |
| Sur Awards                                    | 2 грудня 2014                    | Найкраща чоловіча роль другого плану                     | Осмар Нуньєс                  | Номінація |
| Sur Awards                                    | 2 грудня 2014                    | Найкраща жіноча роль другого плану                       | Марія Онетто                  | Номінація |
| Sur Awards                                    | 2 грудня 2014                    | Найкращий новий артист                                   | Дієго Веласкес                | Номінація |
| Sur Awards                                    | 2 грудня 2014                    | Найкращий новий артист                                   | Вальтер Донадо                | Номінація |
| Sur Awards                                    | 2 грудня 2014                    | Найкращий оригінальний сценарій                          | Даміан Шифрон                 | Перемога  |
| Sur Awards                                    | 2 грудня 2014                    | Найкраща операторська робота                             | Хав'єр Хулья                  | Перемога  |
| Sur Awards                                    | 2 грудня 2014                    | Найкращий монтаж                                         | Даміан Шифрон, Пабло Барб'єрі | Перемога  |
| Sur Awards                                    | 2 грудня 2014                    | Найкращі візуальні ефекти                                | Клара Нотарі                  | Номінація |
| Sur Awards                                    | 2 грудня 2014                    | Найкращий дизайн костюмів                                | Рут Фішерман                  | Номінація |
| Sur Awards                                    | 2 грудня 2014                    | Найкраща оригінальна музика до фільму                    | Густаво Сантаолалья           | Перемога  |
| Sur Awards                                    | 2 грудня 2014                    | Найкраща музика до фільму                                | Хосе Луїс Діас                | Перемога  |
| Sur Awards                                    | 2 грудня 2014                    | Найкращий грим                                           | Маріса Амента                 | Номінація |
| Washington D.C. Area Film Critics Association | 8 грудня 2014                    | Найкращий фільм іноземною мовою                          | Дикі історії                  | Номінація |
| Critics' Choice Movie Award                   | 15 січня 2015                    | Найкращий фільм іноземною мовою                          | Дикі історії                  | Номінація |
| Кінопремія «Гойя»                             | 7 лютого 2015                    | Найкращий фільм                                          | Дикі історії                  | Номінація |
| Кінопремія «Гойя»                             | 7 лютого 2015                    | Найкращий режисер                                        | Даміан Шифрон                 | Номінація |
| Кінопремія «Гойя»                             | 7 лютого 2015                    | Найкращий оригінальний сценарій                          | Даміан Шифрон                 | Номінація |
| Кінопремія «Гойя»                             | 7 лютого 2015                    | Найкраща чоловіча роль                                   | Рікардо Дарін                 | Номінація |
| Кінопремія «Гойя»                             | 7 лютого 2015                    | Найкраща музика до фільму                                | Густаво Сантаолалья           | Номінація |
| Кінопремія «Гойя»                             | 7 лютого 2015                    | Найкращий монтаж                                         | Даміан Шифрон, Пабло Барб'єрі | Номінація |
| Кінопремія «Гойя»                             | 7 лютого 2015                    | Найкраща робота художника-постановника                   | Естер Гарсія                  | Номінація |
| Кінопремія «Гойя»                             | 7 лютого 2015                    | Найкращий грим                                           | Маріса Амента, Нестор Бургос  | Номінація |
| Кінопремія «Гойя»                             | 7 лютого 2015                    | Найкращий іноземний іспаномовний фільм                   | Дикі історії                  | Перемога  |
| Премія «Супутник»                             | 15 лютого 2015                   | Найкращий фільм іноземною мовою                          | Дикі історії                  | Номінація |
| Кінопремія «Оскар»                            | 22 лютого 2015                   | Найкращий фільм іноземною мовою                          | Дикі історії                  | Номінація |
| Кінопремія «Аріель»                           |                                  | Найкращий ібероамериканський фільм                       | Дикі історії                  | Перемога  |
| Премія БАФТА                                  |                                  | Найкращий неангломовний фільм                            | Дикі історії                  | Перемога  |
| Platino Awards                                |                                  | Найкращий фільм                                          | Дикі Історії                  | Перемога  |
| Platino Awards                                | Найкращий режисер                | Даміан Шифрон                                            | Перемога                      |           |
| Platino Awards                                | Найкращий сценарій               | Даміан Шифрон                                            | Перемога                      |           |
| Platino Awards                                | Найкращий актор                  | Леонардо Сбаралья                                        | Номінація                     |           |
| Platino Awards                                | Найкраща актриса                 | Еріка Рівас                                              | Перемога                      |           |
| Platino Awards                                | Найкращий саундтрек              | Густаво Сантаолалья                                      | Перемога                      |           |
| Platino Awards                                | Найкращий монтаж                 | Даміан Шифрон, Пабло Барб'єрі                            | Перемога                      |           |
| Platino Awards                                | Найкращий художник-постановник   | Клара Нотарі                                             | Перемога                      |           |
| Platino Awards                                | Найкращий оператор               | Хав'єр Хулья                                             | Номінація                     |           |
| Platino Awards                                | Найкращий звук                   | Хосе Луїс Діас                                           | Перемога                      |           |
| Премія «Срібний кондор»                       |                                  | Найкращий фільм                                          | Дикі історії                  | Номінація |
| Премія «Срібний кондор»                       | Найкращий режисер                | Даміан Шифрон                                            | Перемога                      |           |
| Премія «Срібний кондор»                       | Найкращий актор другого плану    | Оскар Мартінес                                           | Перемога                      |           |
| Премія «Срібний кондор»                       | Найкраща актриса другого плану   | Еріка Рівас                                              | Перемога                      |           |
| Премія «Срібний кондор»                       | Найкраща актриса другого плану   | Рита Кортесе                                             | Номінація                     |           |
| Премія «Срібний кондор»                       | Найкращий новий актор            | Дієго Хентіле                                            | Перемога                      |           |
| Премія «Срібний кондор»                       | Найкращий оригінальний сценарій  | Даміан Шифрон                                            | Номінація                     |           |
| Премія «Срібний кондор»                       | Найкращий оператор               | Хав'єр Хулья                                             | Номінація                     |           |
| Премія «Срібний кондор»                       | Найкращий монтаж                 | Даміан Шифрон, Пабло Барб'єрі                            | Перемога                      |           |
| Премія «Срібний кондор»                       | Найкращий оригінальний саундтрек | Густаво Сантаолалья                                      | Перемога                      |           |
| Премія «Срібний кондор»                       | Найкращий звук                   | Хосе Луїс Діас                                           | Перемога                      |           |
| Премія кінофестивалю у Лімі                   |                                  | Приз глядацьких симпатій                                 | Дикі історії                  | Перемога  |
| Премія кінофестивалю у Сан-Паулу              |                                  | Приз глядацьких симпатій                                 | Дикі історії                  | Перемога  |
| Премія кінофестивалю у Гавані                 | 4-14 грудня 2014                 | Премія Кораль                                            | Дикі історії                  | Номінація |
| Премія кінофестивалю у Гавані                 | 4-14 грудня 2014                 | Найкращий режисер                                        | Даміан Шифрон                 | Перемога  |
| Премія кінофестивалю у Гавані                 | 4-14 грудня 2014                 | Найкращий монтаж                                         | Даміан Шифрон, Пабло Барб'єрі | Перемога  |
| Премія кінофестивалю у Маямі                  |                                  | Приз глядацьких симпатій                                 | Дикі історії                  | Номінація |

## Український переклад
Переклад: Юлія Когут.
Звукорежисер: Андрій Рижов. 
Режисер: Олександр Єфімов. 
Ролі озвучили: Дмитро Завадський, Юлія Перенчук, Андрій Альохін, Ірина Грей, Юрій Ребрик, Олександр Єфімов та інші. 
Фільм озвучено студією ААА-sound у 2015 році на замовлення компанії Артхаус Трафік.